# プロミスキャス・モード
プロミスキャス・モード（英語: promiscuous mode）とは、コンピュータ・ネットワークのネットワークカードが持つ動作モードの一つである。「プロミスキャス」は「無差別の」という意味を持ち、自分宛のデータパケットでない信号も取り込んで処理をすることを示す。
標準の状態においては、ネットワークカードは自分宛のパケットを受信したときにだけ、上位のシステムにその内容を通知するようになっている。例えば、イーサネット用のネットワークカードでは、自分の持つMACアドレス以外へ送信されたパケットを受信してもCPUに対し割り込みをかけず、それを処理しない。ただし、ブロードキャストなどの例外はある。
しかし、ネットワークカードにプロミスキャス・モードでの動作を指示しておけば、パケットの宛先に関わらずパケットの到着を上位のシステムに知らせるようになり、上位のシステムは自分宛のパケット以外のデータも全て処理することができるようになる。つまり、プロミスキャス・モードとした場合、そのノードへ届けられるパケット全てを無差別に受け入れるようになる。
この設定は、主にネットワークの管理・監視を目的として使用されるのだが、悪意ある者にとっては盗聴の手段となる。このため、オペレーティングシステムなどの上位のシステムでプロミスキャス・モードにする手段は一般に公開されていなかったり、特権を持つユーザーしかできない場合が多い。
なお、ネットワーク型のIDSを導入する際にも、トラフィックを監視するためにプロミスキャス・モードを利用する。

## プロミスキャス・モードを利用するアプリケーション
- NetScout Sniffer
- OmniPeek
- Colasoft Capsa
- Aircrack-ng
- KisMAC（WLAN向け）
- AirSnort（WLAN向け）
- Wireshark（旧Ethereal）
- tcpdump
- IPTraf
- pktstat
- Paessler Router Traffic Grapher|PRTG
- Kismet
- VMwareのVMnet Bridging (networking)
- Cain and Abel
- Driftnet Software
- Microsoft Windows Network Bridge
- Xlink Kai
- WC3Banlist
- Snort
- ntop
- Firesheep
- VirtualBox（ブリッジネットワークモード）
- CommView
- AccessData SilentRunner
- SoftEther VPN（ローカルブリッジ）[1]